# L'Ombre de l'étoile rouge
Pour plus de détails, voir Fiche technique et Distribution.
L'Ombre de l'étoile rouge (titre original : Nacht fiel über Gotenhafen) est un film allemand réalisé par Frank Wisbar sorti en 1960.
Le film a pour sujet la fuite de la population allemande de la province de Prusse-Orientale devant l'Armée rouge à la fin de la Seconde Guerre mondiale et le naufrage du Wilhelm Gustloff le 30 janvier 1945.

## Synopsis
Peu de temps après le début de la guerre, la présentatrice radio Maria épouse son collègue Kurt Reiser. Elle vit chez ses parents alors que son mari est sur le front. Lors d'une fête du Nouvel An, elle rencontre l'officier de marine Hans Schott et tombe enceinte de lui.
Elle s'installe ensuite chez son amie Edith dans une ferme de Prusse-Orientale où elle vit avec son enfant. Edith est tuée par des soldats de l'Armée rouge alors que Kurt vient aider sa femme et son enfant. Maria et son enfant ainsi que des milliers d'autres réfugiés atteignent Gotenhafen où se trouve le Wilhelm Gustloff, navire-hôpital pour les blessés et les réfugiés. Maria retrouve son mari qui est gravement blessé.
Avec l'aide de Schott, qui effectue le service sur le navire, ils montent à bord. La première nuit en mer, le navire est coulé par un sous-marin soviétique. L'enfant de Maria et la femme du général feront partie des rares survivants.

## Fiche technique
- Titre : L'Ombre de l'étoile rouge
- Titre original : Nacht fiel über Gotenhafen
- Réalisation : Frank Wisbar
- Scénario : Frank Wisbar, Victor Schüller
- Musique : Hans-Martin Majewski
- Direction artistique : Walter Haag
- Costumes : Irms Pauli
- Photographie : Willy Winterstein, Elio Carniel (de)
- Son : Heinz Martin
- Effets spéciaux : Theo Nischwitz
- Montage : Martha Dübber (de)
- Production : Alf Teichs
- Sociétés de production : Deutsche Film Hansa
- Société de distribution : Deutsche Film Hansa
- Pays d'origine :  Allemagne de l'Ouest
- Langue : allemand
- Format : Noir et blanc - 1,37:1 - Mono - 35 mm
- Genre : Drame
- Durée : 99 minutes
- Dates de sortie :
  -  Allemagne de l'Ouest : 25 février 1960.
  -  Finlande : 28 octobre 1960.
  -  Argentine : 29 novembre 1960.
  -  France : 8 novembre 1961[1].
  -  Suède : 22 juillet 1963.

## Distribution
- Sonja Ziemann : Maria Reiser
- Gunnar Möller (de) : Kurt Reiser
- Erik Schumann : Hans Schott
- Brigitte Horney : La femme du général von Reuss
- Mady Rahl : Edith Marquardt
- Erich Dunskus : M. Marquardt père
- Willy Maertens : M. Reiser père
- Edith Schultze-Westrum : Mme Reiser mère
- Wolfgang Preiss : Dr. Beck
- Tatjana Iwanow : Meta
- Christine Mylius (de) : Mme Rauh
- Aranka Jaenke (de) : Mme Kahle
- Dietmar Schönherr : Gaston
- Erwin Linder (de) : Le Kapitänleutnant
- Günter Pfitzmann (de) : l'Oberleutnant zur See Dankel
- Günther Ungeheuer (de) : Le docteur
- Karl-Heinz Kreienbaum (de) : L'opérateur radio du Gustloff
- Carl Lange : Capitaine Zahn
- Peter Voß :Capitaine Petersen
- Carla Hagen (de) : Monika
- Til Kiwe : Un officier SS
- Georg Lehn : M. Pinkoweit
- Hela Gruel (de) : Mme Pinkoweit
- Thomas Braut : Leutnant von Fritzen
- Wolfgang Stumpf (de) : Reese, 1er officier du Gustloff
- Ursula Herwig : Inge
- Marlene Riphahn : Mme Kubelsky

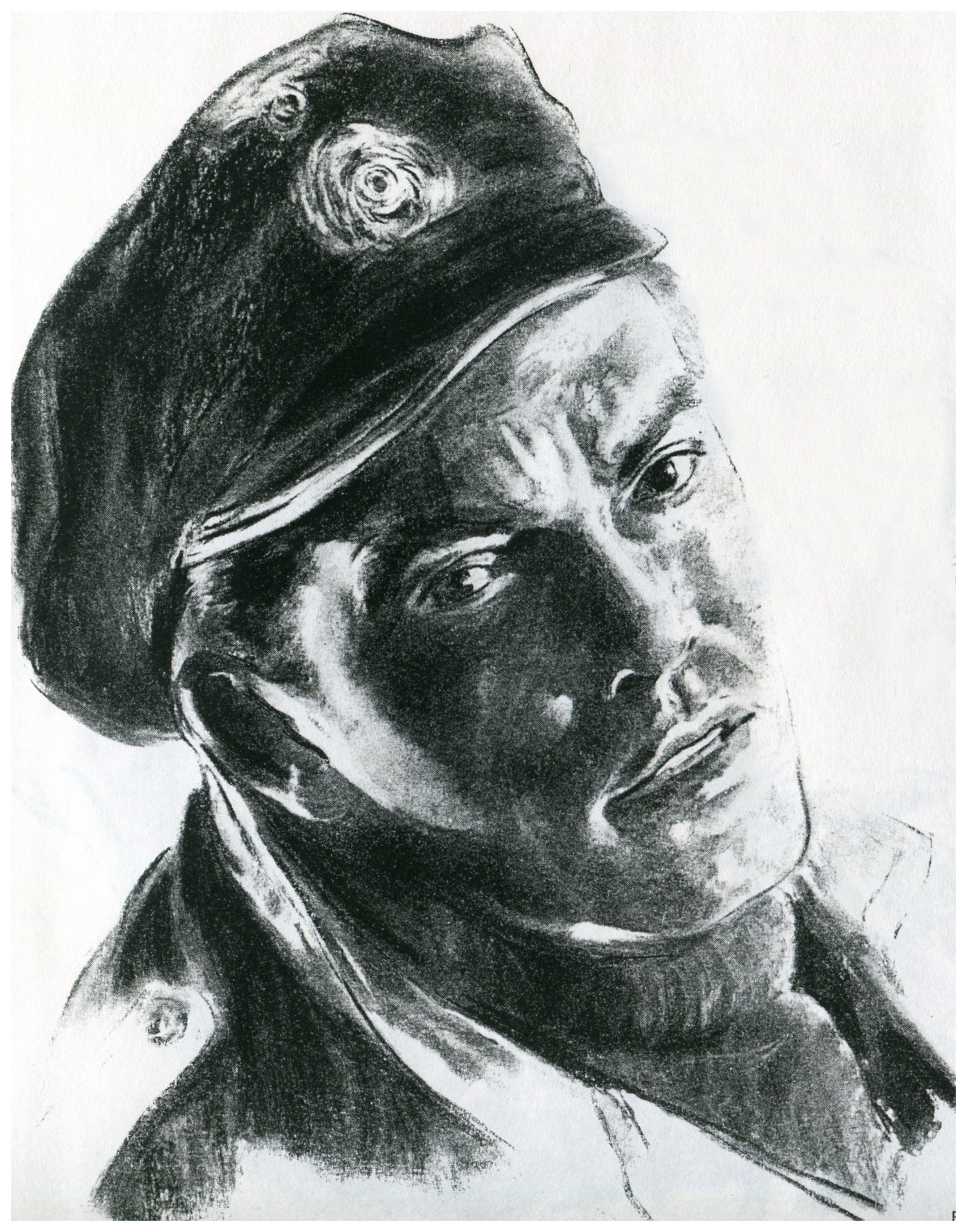
Erik Schuman.
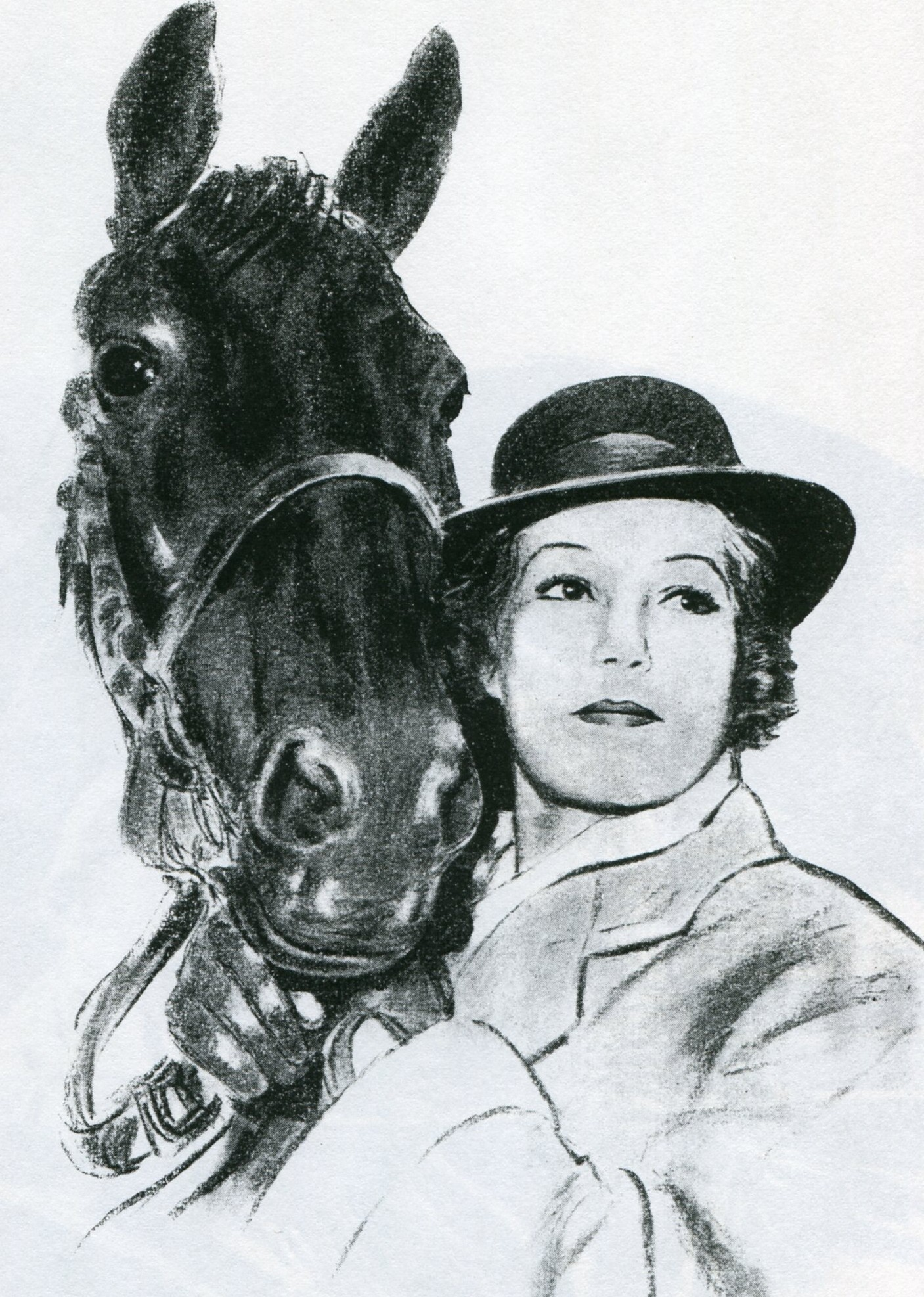
Brigitte Horney.

## Histoire
Après le succès commercial de UB 55, corsaire de l'océan (de), Wisbar s'intéresse dans ce film au naufrage du Wilhelm Gustloff qui a fait plusieurs milliers de morts. Le Gustloff, conçu comme un simple navire à passagers, avait pour mission de faire venir des soldats et des blessés du front est qui s’est effondré dans les régions occidentales de l’Allemagne. Les réfugiés prennent l'espace disponible. En droit international, le Wilhelm Gustloff était un transport de troupes. Le but que Wisbar poursuit avec aussi UB 55, corsaire de l'océan et Chiens, à vous de crever !, est la représentation de la cruauté et de la futilité de la guerre et non la recherche de coupables.
Les lieux de tournage étaient de l'automne 1959 à janvier 1960 à Berlin, Bilshausen, Bremerhaven, Cuxhaven, la côte de la mer Baltique et dans les environs de Helgoland. Le domaine de la Prusse-Orientale présenté dans le film est en réalité le château d'Oberzwieselau, près de Lindberg, dans la forêt bavaroise. Les prises de vue en extérieur sont également prises dans les environs de Frauenau et de Lindberg, dans la forêt bavaroise. Le hangar de locomotive du Zwieselauer Waldbahn est incendié avec des wagons couverts abandonnés de la DB. Heinz Schön participe au tournage en tant que survivant, consultant et scénariste.

## Source de la traduction
- (de) Cet article est partiellement ou en totalité issu de l’article de Wikipédia en allemand intitulé « Nacht fiel über Gotenhafen » (voir la liste des auteurs).